# 萧本
萧本（?—?），唐朝福建人。
唐文宗时，萧太后寻访失散的弟弟，她的弟弟孱弱不能前去认亲，萧本到他家得知族属名讳，自称萧太后母弟。开成元年（836年），由宦官仇士良保举，证实之前冒认的皇舅萧洪欺诈之罪。萧本于是被赏赐巨万，历任卫尉少卿、左金吾卫将军。开成二年（837年），有泉州晋江人萧弘又自称为太后亲弟，萧本欺诈的事情败露，被逐回原籍。开成四年（839年），文宗下诏治罪，萧本被除名流放爱州。